# ルーデンドルフ橋

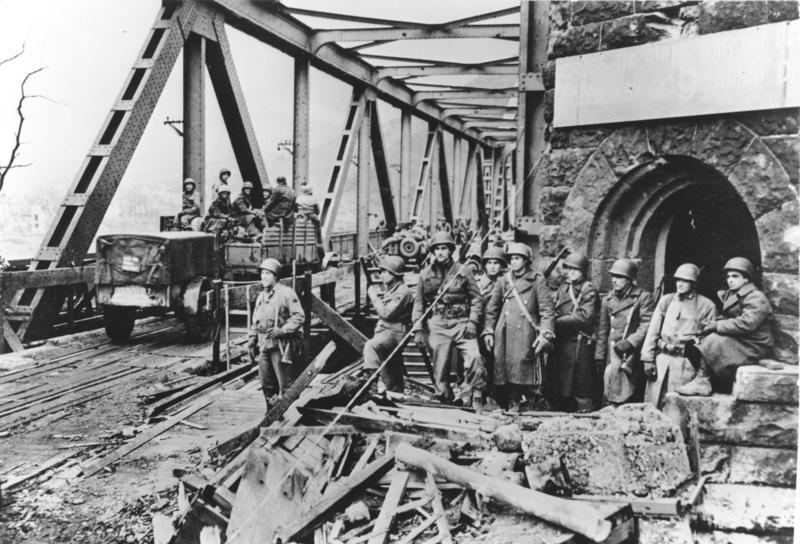
橋を横断する連合軍

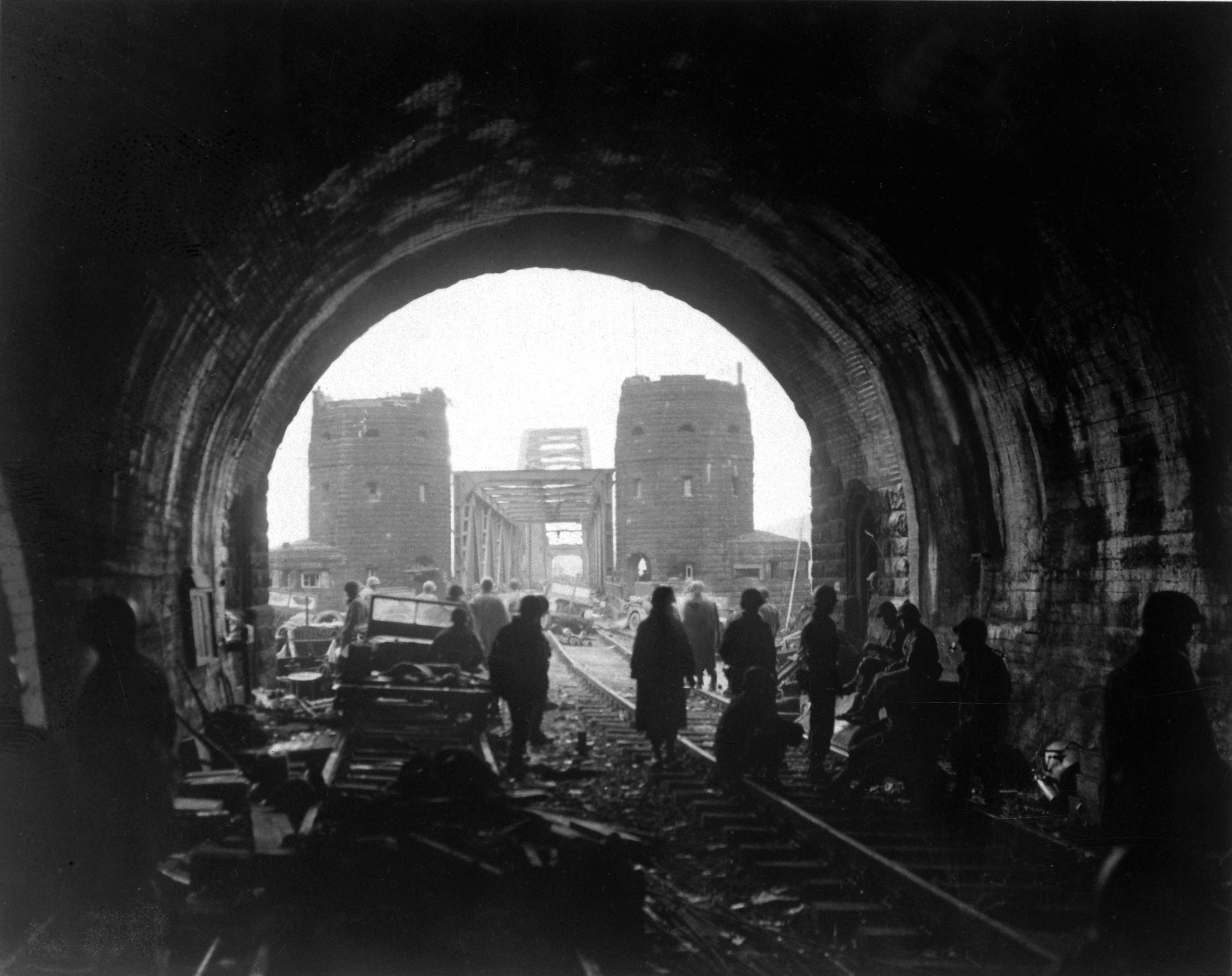
1945年3月の橋

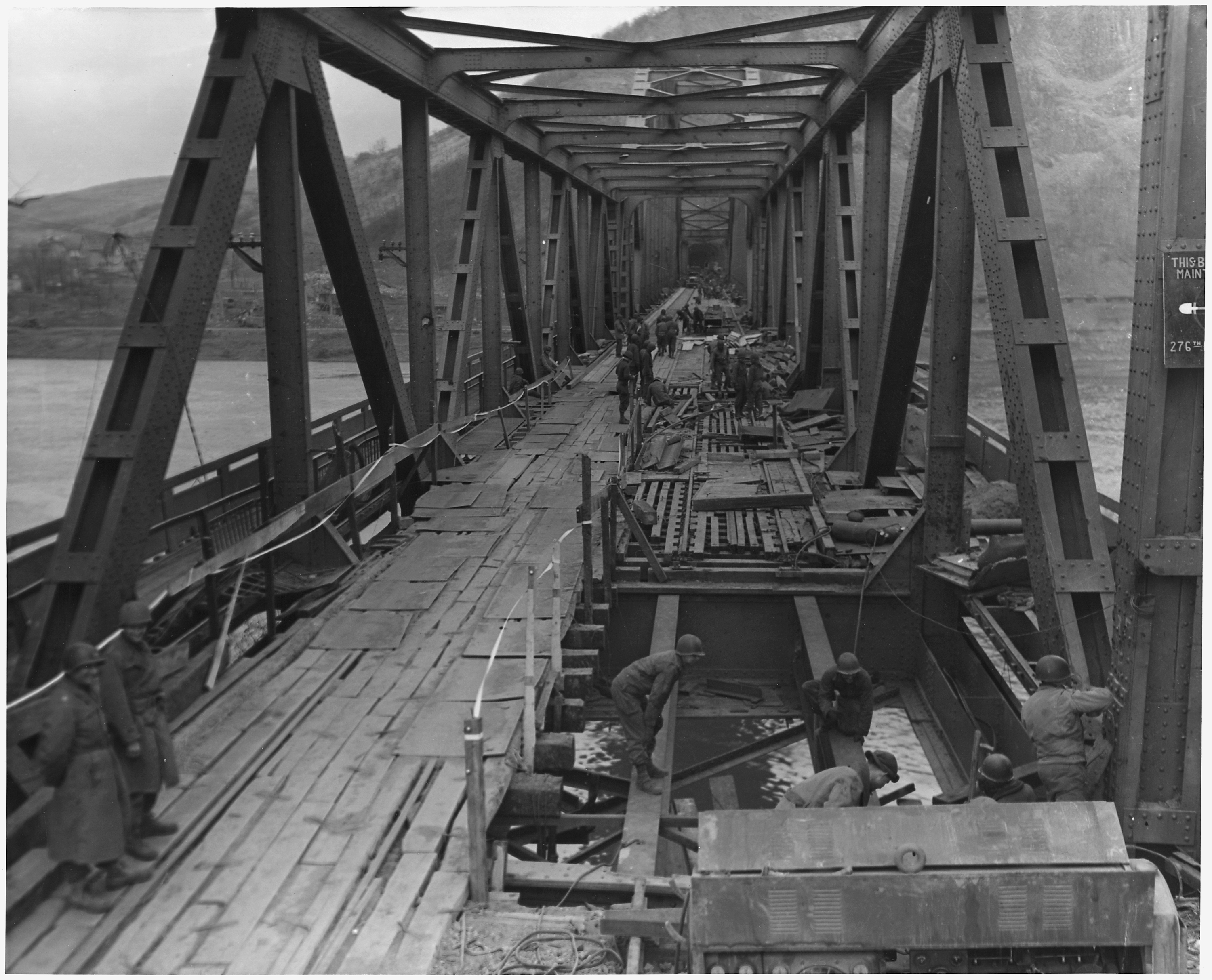
連合軍によって修復されている様子

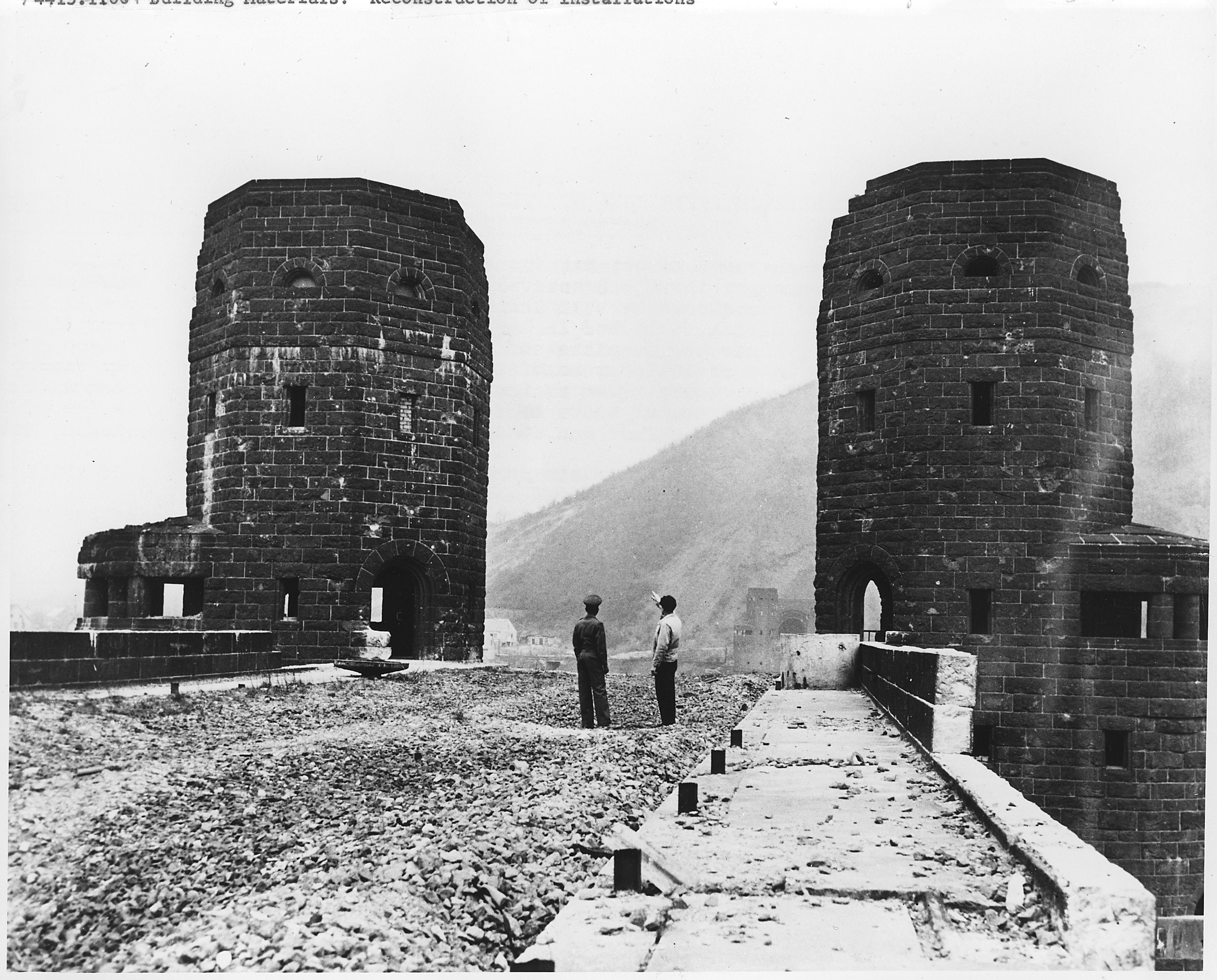
1950年のルーデンドルフ橋

ルーデンドルフ橋 （ドイツ語: Ludendorffbrücke）は、ドイツラインラント＝プファルツ州にあった、ライン川に架けられた鉄道橋。レマーゲンとエルペルを結んでいたこの橋は、第二次世界大戦末期にライン川で唯一破壊されずに残っていたことから、西部戦線での戦略上重要な地点となり、ドイツ軍とアメリカ軍の間で争奪戦（レマーゲンの戦い）が行われたことで知られる。
「レマーゲンの橋（レマーゲン鉄橋、レマゲン鉄橋とも。Brücke von Remagen、The bridge at Remagen）」の名で呼ばれる事が多い。

## 建設
ルーデンドルフ橋は1916年、第一次世界大戦中の西部戦線への軍需品輸送のために建設された。設計したのはカール・ヴィナー（Karl Wiener）であった。長さ325 mで2本の線路と歩道が設置されていた。架橋提案者の一人であったエーリヒ・ルーデンドルフ将軍に因んでルーデンドルフ橋と命名された。第一次世界大戦後、占領軍として進駐したアメリカ第3軍が管理する4橋のうちの一つであった。鉄橋を渡る鉄道は第一次大戦以来使用されておらず、第二次世界大戦前はただの道路橋のような状態であった。

## 争奪戦

### アメリカ軍による占拠
バルジの戦いが終わった後の1945年2月までに、連合軍はフランスの大部分を解放し、ライン川西岸地帯を制圧していた。次の戦闘として、天然の要害であるライン川の渡河に焦点が移っていた。下流ではモントゴメリー元帥麾下のイギリス陸軍第12軍が、上流ではパットン将軍のアメリカ陸軍第3軍がライン川渡河を競った。
1945年3月7日、アメリカ第1軍第3軍団第9機甲師団の兵士がランバージャック作戦（Operation Lumberjack）中にライン川に架かる2本の無傷の橋を発見した。一つはレマーゲンのルーデンドルフ橋、もう一つはヴェーゼルの鉄道橋だった。ドイツ軍は橋を爆破しようとしたものの、ルーデンドルフ橋は爆薬の量が不十分であったために橋は落ちず、アメリカ軍が同日4時5分に橋を確保した。
最初に橋を渡りライン川を超えたアメリカ兵はアレクサンダー・ドラビク軍曹で、また将校としてはカール・ティンマーマン少尉が最初の1人であった。
橋が残ったことは連合国で「レマーゲンの奇跡」と呼ばれ、アイゼンハワーは「橋の重さ分の金と同じ価値がある」と言った。橋はドイツ軍の爆破のために酷く損傷していたが、24時間の間に約8,000人のアメリカ兵がライン川を渡った。
ヒトラーは爆破に失敗した5人の将校を軍法会議にかけ、4人は即座に処刑された（1人は既にアメリカ軍の捕虜になっていたので欠席裁判だった）。

### 独軍の反撃と崩落
ドイツ軍はあらゆる手段を講じて橋の破壊を試みた。オットー・スコルツェニー親衛隊中佐は配下の特殊部隊「フロッグマン」をライン川に潜らせ爆破を試み、空軍は連合軍の制空権下にジェット爆撃機Ar 234Bを投入し、更にV2ロケットを11発も打ち込んだが、鉄橋から遠く離れた人家や米軍陣地に落ちるばかりで一発も命中せず、落橋させることが出来なかった。ただし、一発は鉄橋から300メートル以内に落ちており、爆発の際の地震のような衝撃が崩壊寸前の鉄橋にも損害を与えていた。
1945年3月17日午後3時過ぎ、ドイツ軍の攻撃に耐えていた鉄橋は200人の工兵による補強作業中に崩落し、死者28名、負傷者93名を出した。しかしながら、既にその頃にはアメリカ軍は対岸に橋頭堡を確保していたうえ、並行して浮橋を完成させており、橋の崩落が軍事作戦に与えた影響は最小限であった。

## 現状

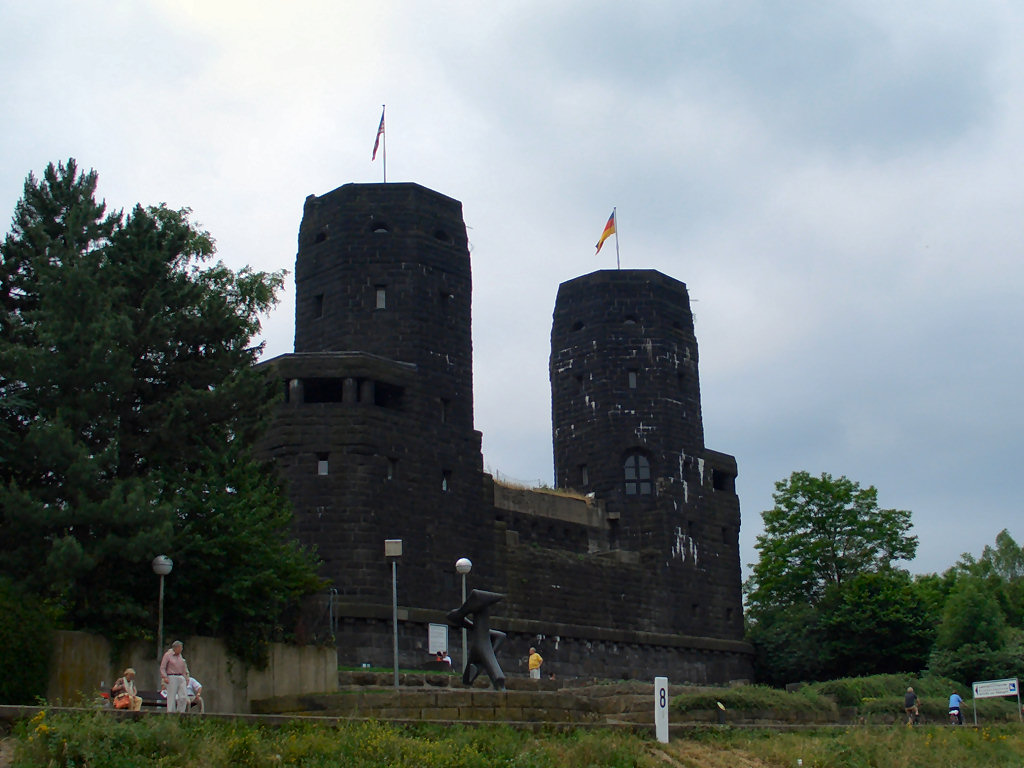
残存するルーデンドルフ橋の橋桁（2005年）

崩落後の橋は再建されることはなく、現在は両岸の橋桁が残るのみである。1980年にレマーゲン側に残る橋桁の内部が改装され、平和博物館として公開された。

## 登場作品

### 映画
- 『レマゲン鉄橋』（1969年） - 鉄橋の争奪戦を描いたハリウッド映画。

### ゲーム
- パンツァーフロント - エンターブレイン社の戦車ゲーム。
- Hell Let Loose（ヘルレットルーズ）は、オーストラリアを拠点とするスタジオBlack Matterが開発、イギリスのパブリッシャーTeam17より2021年に発売されたタクティカルシューター。